# 女學生と兵隊
『女學生と兵隊』（じょがくせいとへいたい）は、1940年（昭和15年）5月公開の日本映画である。製作会社は宝塚映画製作所（2013年まで存在していた宝塚映像）、配給は東宝。監督は松井稔。1940年1月20日にクランクイン。モノクロ、スタンダード・サイズ、上映時間は73分。

## 概要
阪急阪神東宝グループの創始者である小林一三は戦前から映画を兵庫県宝塚市に本拠地を構える宝塚少女歌劇団（現・宝塚歌劇団）に使用することを計画しており、1933年（昭和8年）以来から宝塚新温泉外苑の一角にダークステージを建設して三浦時子、橘薫、草笛美子らの歌唱によるトーキー映画を試作したことや、当時、大江美智子、霧立のぼる、轟夕起子や水尾みさをなどの宝塚少女歌劇団の生徒達が映画会社に女優として引き抜かれるという件が発生しており、自前で映画製作所を建造して生徒たちの流出を防ぐ必要があったこと、また、1938年（昭和13年）5月に宝塚大劇場月組公演において、「キノ・ドラマ」と称する、トーキー映画とレヴューを組み合わせた連鎖劇の演目「軍國女學生」を発表したほかに、同年7月にも藤沢桓夫原作のキノ・オペレッタ「花ある氷河」を上演したことから、同年8月12日に、宝塚大運動場西北隅の宝塚球場跡地において200坪に亘る第一撮影所（2013年まで存在していた宝塚映像）を、新設して映画製作を開始した。この作品は第一撮影所第3回製作作品として、「山と少女」と「雪割草」に続いて、1940年（昭和15年）に製作された映画作品である。

## 物語
女學生の濱中曉子（月野花子）は、戦地に赴いている兵隊さんへ熱心に慰問文や日々の新聞を送るなどして、銃後の少女としての勤めを一生懸命行っているが、どういう訳か自分の家族にも親戚にも兵隊さんとは縁がなかった。ある夜、夕食後に母（梅香ふみ子）は叔父の家へ用事があって出掛けた為に、曉子は独りで留守番をすることになったが、級友のみどり（谷間小百合）から聞いた泥棒の話を思い出して心細くなったので、家の中を玄関から書斎や寝室、そして台所まで一通り戸締りを見廻って一段落すると、玄関から訪問者の声が聞こえてきた。曉子が意を決して玄関を開けると、訪問客は国防婦人会の支部長らであった。彼女達の用件は一人の兵隊さん用の宿舎提供の依頼で、これを聞いた曉子は喜んで依頼を引き受けることにした。

## 配役
- 濱中曉子：月野花子
- 曉子の母：梅香ふみ子
- 級友・貞子：秩夫晴世
- 級友・みどり：谷間小百合
- 級友・富子：霧島照子
- 級友・菊江：朝雲照代
- 康子：紀川瑠璃子
- ふく子：光明子
- 塙先生：難波章子
- 君島先生：千村克子
- 新太郎の妹・田中美代子：東雲千鶴子
- 新太郎と美代子の母：貫玉代
- 國防婦人會支部長：八重春代
- 國防婦人會々員：泉川美香子
- 處女會々員・千恵子：大泉うた子
- 田中新太郎：柳谷寛

## 製作スタッフ
- 製作：内村禄哉
- 監督：松井稔
- 原作：島本志津夫
- 脚本：京都伸夫
- 撮影：北義雄
- 美術：岡本保
- 音楽：須藤五郎
- 録音：川西弌

## 音楽
- 主題歌：星影美砂子「もんぺい娘」（作詞:中西武夫、作曲:須藤五郎、編曲:齋藤登、日本ビクター蓄音器）
- 挿入歌：銀鈴音、香久美ひかる「女學生の歌」（作詞・作曲・編曲すべて同上、日本ビクター蓄音器）

## 作品データ
- 製作 : 宝塚映画撮影所
- フォーマット : モノクロ　スタンダードサイズ（1.37:1）　モノラル

## エピソード
- 星影美砂子が唄った主題歌「もんぺい娘」は、「映画主題歌として健全な上に、大衆的趣味にも合い、合唱曲として優秀である。」という理由で、文部省（現・文部科学省）推薦レコードの1つに加えられた。
- 屋外ロケは兵庫県西宮市にある夙川公園で行われた。